# Batalla de San Gotardo (1664)
La batalla de San Gotardo (Szentgotthárd en húngaro) fue librada el 1 de agosto de 1664 entre un ejército de los Habsburgo, liderado por Raimondo Montecuccoli, Jean de Coligny-Saligny, Wolfgang Julius de Hohenlohe, el príncipe Leopoldo Guillermo de Baden-Baden y Jorge Federico de Waldeck, y tropas otomanas al mando de Fazil Ahmed Köprülü. La batalla tuvo lugar cerca de Szengotthárd y Mogersdorf al oeste de Hungría, en las cercanías de la actual frontera entre Austria y Hungría. En Austria también se le conoce como la batalla de Mogersdorf. Los turcos otomanos fueron militarmente derrotados, pero pudieron negociar la Paz de Vasvár o Paz de Eisenburg, que les fue altamente favorable.

## Preparativos

Condado de Vas.

El dominio otomano sobre Hungría comenzó con la batalla de Mohács en 1526, dando lugar a la posterior conquista de la mayor parte de Hungría por Solimán el Magnífico. Mientras, las partes de Hungría que quedaron bajo dominio austriaco vinieron a ser conocidas como Hungría Real. Aunque los otomanos tuvieron un relativo declive a partir de la muerte de Solimán I, su poder vio un resurgimiento bajo la familia Köprülü, quienes trataron de derrocar a los Habsburgo de Austria de una vez por todas. Por ello encontraron su casus belli cuando los Habsburgo apoyaron una rebelión contra el dominio otomano en Transilvania.
Transilvania escapó de la conquista otomana durante la invasión de Hungría. Luego reconocieron la soberanía otomana y pagaron un tributo a la Sublime Puerta (gobierno otomano) y a cambio recibieron autonomía política y religiosa. En 1658, buscando nuevas tierras para su principado, el príncipe Jorge Rákóczi II invadió Polonia con sus aliados suecos en la Segunda Guerra del Norte. Después de los acontecimientos iniciales, fue derrotado por los polacos y huyó de vuelta a Transilvania. Al enterarse de la guerra no autorizada de Rákóczy, los otomanos declararon la guerra a su vasallo. No pasó mucho tiempo hasta que el Gran Visir Köprülü Mehmed Pasha (visir entre 1656-1661) derrotara a Rákóczi y conquistara Transilvania. El nuevo príncipe de Transilvania, Juan Kemény, huyó a Viena buscando el apoyo de Austria.
El emperador Leopoldo I de Habsburgo, deseando no ver a Transilvania bajo el dominio directo del Imperio otomano, envió a Montecuccoli a Hungría con su pequeño ejército. Sin embargo, Montecuccoli no dio un apoyo directo porque sus fuerzas eran muy inferiores en número. Mientras tanto, los otomanos completaron la conquista de Transilvania y reorganizaron sus fuerzas en la Hungría otomana. Leopoldo I, al no querer enfrentarse solo a los turcos, convocó la Dieta Imperial en enero de 1663.
Los turcos fallaron seis veces en su intento de conquistar el fuerte de Nové Zámky, lográndolo en 1663. Éste se convirtió en el centro de una provincia turca, hoy el sur de Eslovaquia. Turcos y tártaros cruzaron el Danubio en 1663, causando estragos en Eslovaquia, Moravia y Silesia. En Moravia tomaron 12 000 esclavos. Algunos contingentes turcos llegaron tan lejos como Olomouc.

## La batalla

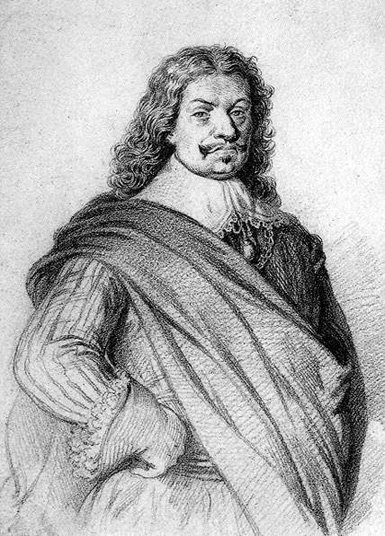
Raimondo Montecuccoli.

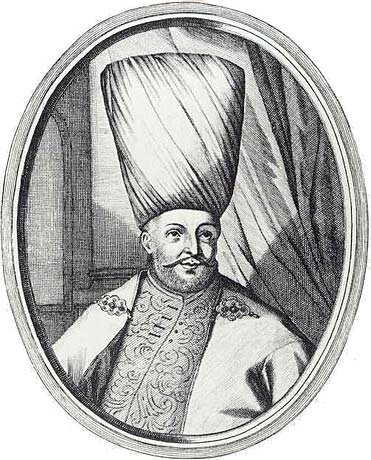
Ahmed Köprülü.

El ejército de Köprülü, formado por 120 000 a 150 000 soldados, probablemente incluía unos 60 000 jenízaros y cipayos, y de 60 000 a 90 000 azapes, akincis, tártaros y tropas del resto de vasallos.
El ejército de Montecuccoli consistía de las fuerzas alemanas y austriacas, la infantería checa, brigadas francesas, aproximadamente 2000 croatas, un regimiento de Piamonte y algunos cientos de húngaros. Las fuerzas de Habsburgo incluían 5000 soldados de infantería (diez batallones) y 5900 de caballería (veintisiete escuadrones); las tropas del Sacro Imperio Romano Germánico: 6200 soldados de infantería (seis batallones) y 1200 de caballería (nueve escuadrones); las fuerzas del Rin: 600 soldados de infantería (dos batallones) y 300 de caballería (cuatro escuadrones); las fuerzas francesas: 3500 soldados de infantería (cuatro batallones) y 1750 de caballería (diez escuadrones). Otros contingentes sumaban 2000 croatas, soldados húngaros a pie, mosqueteros checos y un regimiento de infantería de Piamonte.
La renovada invasión otomana comenzó en la primavera de 1664. Este retraso fue clave en la defensa de Austria, mientras Montecuccoli esperaba ayuda. Finalmente en julio de 1664 las fuerzas imperiales estaban listas y se establecieron en el río Raba, el cual separaba las fuerzas turcas de las austriacas. Si hubieran cruzado el río, los otomanos hubieran atacado Viena y Graz. Montecuccoli interceptó a los otomanos antes de que atravesaran el río, pero la división del mando hizo imposible el efectivo despliegue de las tropas.
El 1 de agosto de 1664, los otomanos lograron cruzar el río cerca del monasterio de San Gotardo y atacaron a las fuerzas de Montecuccoli. Aunque al principio reinaba la desunión, Montecuccoli fue capaz finalmente de convencer a los mandos para atacar a las tropas turcas, las cuales se reorganizaron en un bosque cercano. El ataque aturdió a los turcos, quienes huyeron en la confusión de vuelta al río, ahogándose un gran número de ellos. Debido al pánico reinante, Ahmed Köprülü no pudo enviar al resto de su ejército a lo largo del río y en vez de ello se retiraron.
Las bajas fueron altas en el lado otomano y, significativamente, muchas de las bajas se dieron en los cuerpos de élite del ejército. A pesar de la victoria, los austriacos eran todavía inferiores en una proporción de tres a uno frente a los turcos. En su trabajo The Ottoman Centuries, Lord Kinross reportó que los turcos tuvieron grandes bajas a manos de los auxiliares franceses. Los turcos otomanos, en su conservadurismo, no habían adoptado mucho los nuevos métodos militares, económicos y sociales, y así fueron gradualmente superados por los países occidentales de Europa.

## En la literatura
La batalla de San Gotardo (Szentgotthárd/Mogersdorf) inspiró a Rainer Maria Rilke su narración lírica Die Weise von Liebe und Tod des Cornets Cristoph Rilke (La canción del amor y la muerte del corneta Cristóbal Rilke), 1906, que fue muy popular entre los soldados alemanes y austriacos durante la primera mitad del siglo XX.
- Wikimedia Commons alberga una galería multimedia sobre Batalla de San Gotardo (1664).